# Agar papa dextrosa

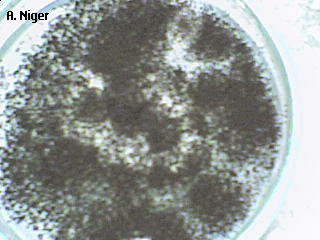
Aspergillus niger desarrollándose en agar de patata y dextrosa.

El agar de papa y dextrosa  (APD) –en inglés Potato Dextrose Agar (PDA)– y el caldo de patata y dextrosa son medios comunes de cultivo microbiológico que se preparan a partir de infusión de patata y dextrosa. El agar de patata y dextrosa es el medio más utilizado para el crecimiento de hongos y levaduras que atacan a las plantas vivas o materia vegetal muerta en descomposición.
El agar de patata y dextrosa puede ser suplementado con antibióticos o ácidos para inhibir el crecimiento bacteriano. Este medio es recomendado para realizar el recuento colonial. También puede ser utilizado
para promover el crecimiento de hongos y levaduras de importancia clínica. La base del medio es altamente nutritiva y permite la esporulación y la producción de pigmentos en algunos dermatofitos.
Algunos procedimientos señalan bajar el pH del medio a 3.5 ± 0.1 con ácido tartárico al 10 %, para inhibir el crecimiento bacteriano.
La infusión de patata promueve un crecimiento abundante de los hongos y levaduras y el agar es adicionado como agente solidificante

## Composición típica
| Gramos | Ingredientes                  |
| ------ | ----------------------------- |
| ~1000  | Agua destilada                |
| 4      | Patatas (infusión de sólidos) |
| 20     | Dextrosa                      |
| 15     | Agar en polvo                 |
La infusión de patata se puede preparar hirviendo 200 g de patatas cortadas en rodajas sin pelar en ~ 1 litro de agua destilada durante 1800 segundos (ya que tiene varios nutrientes que necesita el agar para que los microorganismos puedan proliferar) y luego decantar o filtrar el caldo a través de una gasa. Se añade agua destilada de manera que el volumen total de la suspensión es 1 litro. Se añaden 20 g de dextrosa y agar en polvo (20 g), el medio se esteriliza en un autoclave a 15 psi (121 °C) durante 15 minutos.
Un medio de crecimiento similar, caldo de patata y dextrosa (abreviado "PD") está formulado de manera idéntica a la APD, omitiendo el agar.Los organismos comunes que pueden ser cultivados en PD son las levaduras como la Candida albicans y Saccharomyces cerevisiae y hongos tales como Aspergillus niger.